# Philippe Salle
Pour les articles homonymes, voir Salle (homonymie).
Philippe Salle est un dirigeant et chef d'entreprise français, membre du conseil d’administration du groupe Foncia/EMERIA , et président du conseil d'administration de CGG et d'Atos depuis le  14 octobre 2024.

## Biographie
Philippe Salle est diplômé en 1988 de l'École nationale supérieure des mines de Paris. Il est également titulaire d'un MBA de la Kellogg School of Management (Chicago).

### Carrière
En 1988, il intègre la société Total (en Indonésie) puis rentre chez Accenture en 1990.
Il entre ensuite chez McKinsey en 1995 pour devenir Senior Manager en 1998. L'année suivante, il rejoint le groupe Vedior (devenu Randstad). Il y fonde la marque Expectra, puis prend la présidence de toutes les sociétés en France (Groupe Vedior France), avant d'entrer au conseil d'administration mondial en devenant vice-président chargé de l'Europe du Sud. Il rejoint ensuite le groupe Geoservices comme administrateur, directeur général puis comme président et directeur général. Il reste dans le groupe Geoservices, racheté en avril 2010 par Schlumberger, jusqu'en 2011.
En juin 2011 il prend la tête du groupe Altran en succédant à Yves de Chaisemartin. Philippe Salle est alors responsable du plan stratégique 2012-2015 du Groupe dont il devient à la fois président et directeur général. Il est également depuis 2011, président de la fondation Altran pour l'Innovation. Le 19 janvier 2015, il annonce quitter Altran pour rejoindre le groupe Elior,[source insuffisante], dont il devient administrateur, puis président du conseil d'administration, dès l'assemblée générale du 10 mars 2015. À la suite du conseil d’administration du 29 avril 2015, il devient président et directeur général du groupe. Il a été immédiatement rejoint par Frédéric Fougerat,, à qui il a confié la communication de toutes les sociétés qu’il a présidées depuis 2003.
Philippe Salle est membre du conseil d’administration de la Banque Transatlantique depuis 2010, membre du conseil d'administration de GTT (Gaztransport & Technigaz) depuis février 2014 et membre du conseil d'administration de Bourbon depuis mai 2014.
Le 30 juillet 2017, la presse annonce pour fin 2017, son départ du groupe Elior, pour prendre en décembre 2017 la présidence du groupe Foncia,. Plutôt discret depuis sa prise fonction, il signe, en juin 2019, dans Les Echos une tribune « Pour avoir des locataires, la France a besoin de propriétaires », expliquant que la propriété foncière et immobilière est trop taxée en France, et que cette politique - excessive et injustifiée - ne prend pas en compte le fait que l'investisseur privé est l'un des principaux contributeurs à l'offre locative.
Le 26 avril 2018, Philippe Salle est également élu président du conseil d’administration du groupe mondial de géosciences CGG,.
Par arrêté ministériel du 23 avril 2019, Philippe Salle est nommé membre du CNTGI(Conseil national de la transaction et de la gestion immobilières).
Il est nommé président du conseil d'administration d'Atos le 15 octobre 2024. Il en deviendra le PDG le 1er février 2025.

## Distinctions
- Chevalier de l'ordre national du Mérite
- Chevalier de la Légion d'honneur[1].
- Lauréat du Grand Prix des Trophées du leader responsable 2017, en tant que PDG du groupe Elior et président de l’association Cancer@Work, pour son engagement sur le sujet du cancer dans la vie professionnelle[25],[26].